# يوجينة سيلفا
يوجينة سيلفا (بالإسبانية: Eugenia Silva)‏ هي عارضة إسبانية، ولدت في 13 يناير 1976 في مدريد في إسبانيا.

## روابط خارجية
- يوجينة سيلفا على موقع دليل عارضات الأزياء (الإنجليزية)